# Soula (Coalla)
Pour les articles homonymes, voir Soula.
Soula est une commune rurale située dans le département de Coalla de la province de la Gnagna dans la région de l'Est au Burkina Faso.

## Géographie
Soula – qui regroupe cinq centres d'habitations ou quartiers majeurs – se trouve à 10 km à l'ouest de Coalla et à 10 km à l'est de la route nationale 18.

## Santé et éducation
Soula accueille un centre de santé et de promotion sociale (CSPS).